# Anomalifrons
Anomalifrons is een geslacht van kreeftachtigen uit de klasse van de Malacostraca (hogere kreeftachtigen).

## Soort
- Anomalifrons lightana Rathbun, 1931